# El senyor de les bèsties 2: La porta del temps
El senyor de les bèsties 2: La porta del temps (títol original: Beastmaster 2 :Through the Portal of Time) és una pel·lícula estatunidenca de fantasia heroica basat en l'univers d'Andre Norton, dirigida per Sylvio Tabet i estrenat l'any 1991, amb Marc Singer en el paper del personatge principal Dar. Ha estat doblada al català.

## Argument
Dar s'enfronta al bruixot Arklon així com a la seva fidel bruixa Lyranna. En el curs del combat, Lyranna arriba a obrir una falla temporal sobre el futur. Arklon i ella travessen la falla i es troben en ple Los Angeles dels nostres dies. Dar travessa també la falla amb els seus companys a quatre potes i la seva àguila.
Trobarà una ajuda inesperada en una rica noia malcriada, Jackie Trent, a l'espera d'aventures en la seva vida calmada i ordenada. Arklon desitjós de continuar els seus somnis de conquesta decideix de robar una arma nuclear per portar-la al seu món.

## Repartiment
- Marc Singer: Dar
- Kari Wuhrer: Jackie Trent
- Sarah Douglas: Lyranna
- Wings Hauser: Arklon
- James Avery: Tinent Coberly
- Robert Fieldsteel: Bendowski
- Arthur Malet: Wendel
- Robert Z'Dar: Zavic
- Michael Berryman: El primer peregrí
- David Carrera: El primer punk
- Carl Ciarfalio: El segon policia
- Lawrence Dobkin: Almirall Binns
- Steve Donmyer: Oficial de policia
- Richard Duran: El guàrdia